# Olivia Fox Cabane
Pour les articles homonymes, voir Fox et  Cabane.
Alice Olivia Fox Cabane est une autrice, oratrice et la cofondatrice de la fondation KindEarth.Tech. Elle est l'autrice de The Charisma Myth (en) et la coautrice de The Net and the Butterfly, deux ouvrages sur le charisme et les compétences en leadership. Elle est autistique.
Elle a donné des conférences à Stanford, Yale, Harvard, au Massachusetts Institute of Technology (MIT), et aux Nations unies.

## Biographie et la carrière
Olivia Fox Cabane est née à Paris en 1979, d'une mère psychothérapeute américaine et d'un père français, physicien et chimiste Bernard Cabane. Après des débuts dans une école internationale, elle fréquente le Lycée Victor-Duruy. Par la suite, elle termine ses études en droit à l'Université Panthéon Assas, où elle découvre les livres de développement personnel et commence à élaborer des outils pour son propre usage. Les champs de recherche de ses parents — la science et la psychologie comportementale — ont exercé une influence sur sa vocation. Son expérience d'enfant socialement inadaptée l'a conduite à développer un intérêt pour le charisme. Olivia Fox Cabane déménage à New York en 2002.
Les activités d'Olivia Fox Cabane sont variées : elle propose des consultations pour des particuliers ou des groupes, elle écrit dans des journaux et compose des livres. Ses clients, qui pour la plupart recherchent un coaching en charisme, comprennent des compagnies, des dirigeants d'entreprise et des gestionnaires des ressources humaines. Ses sujets de prédilection mettent l'accent sur la chaleur et l'empathie, la façon de travailler avec des personnes difficiles, en utilisant des techniques comme la méditation et la visualisation. Mis à part l'écriture et de la consultation, Olivia Fox Cabane travaille dans le cadre de plusieurs universités où elle donne des cours. Elle a enseigné à la Haas School of Business de l'Université de Berkeley depuis 2010, où elle anime une série d'ateliers qui couvrent les techniques qu'elle à l'origine développé pour l'Université Harvard et le Massachusetts Institute of Technology. De 2013 à 2015, elle est Directrice de Leadership Novateur à StartX, un accélérateur de start-up à l'Université Stanford.
Olivia Fox Cabane a écrit pour Forbes et Le Huffington Post. Elle est nommée en 2005 conseillère au commerce extérieur de la France, la plus jeune personne nommée à titre de conseillère depuis la création du poste en 1888,.

## Publications
Le premier livre d'Olivia Fox Cabane, The Charisma Myth, a été publié par Penguin/Random House en 2012. Dans ce livre, le modèle de charisme qu'elle propose (décrit comme la combinaison de trois éléments: la présence, la puissance et la chaleur) a été traduit en français en 2015 sous le titre Le Charisme démythifié. Olivia Fox Cabane est influencée par les méthodes de la thérapie cognitivo-comportementale.
En 2017, elle a coécrit un livre intitulé The Net and the Butterly sur l'accroissement de l'innovation dans les entreprises (en collaboration avec Judah Pollack, un autre consultant pour de grandes organisations). Ce livre approfondit la description des moyens de cultiver des compétences.